# Miguel Palmer
Miguel Palmer, all'anagrafe Miguel Ángel Palomera Gonzali (Villahermosa, 1º novembre 1942 – Città del Messico, 18 ottobre 2021), è stato un attore messicano.

## Biografia
Nacque a Villahermosa, figlio di Angelo Palmera e Viola Gonzali, ultimo di tre fratelli. All'età di 17 anni recitò in uno sceneggiato radiofonico, La bestia. Nel 1959 esordì in teatro. Quando suo padre morì, egli abbandonò gli studi universitari di medicina e decise di dedicarsi interamente alla recitazione. 
Lavorò nel cinema ma si fece conoscere dal grande pubblico grazie alle telenovelas, come Anche i ricchi piangono, Viviana, Nozze d'odio (nella quale ebbe il ruolo maschile principale) e Marimar (dove interpretò il padre della protagonista). Negli ultimi tempi prese parte anche alla telenovela Dos hogares.
Morì a Città del Messico il 18 ottobre 2021 in seguito a due attacchi di cuore, pochi giorni prima del suo compleanno.

## Vita privata
Si sposò per la prima volta a 17 anni, con una dottoressa che poco tempo dopo partorì un figlio morto; in seguito la coppia divorziò. Dalla relazione con la cantante e attrice Mayte Carol, ebbe una figlia, l'attrice Valeria Palmer. Poi prese in moglie Lynn Caso, dalla quale ebbe un bambino che visse soltanto un mese. Successivamente si legò all'attrice e ballerina argentina Carmen Monge, sua compagna per 25 anni, dalla quale ebbe un figlio, Miguel Ángel Palomera Carballo. Infine ebbe una relazione con l'attrice Edith Kleiman, che gli rimase accanto per il resto della vita.